# Lado a Lado (trilha sonora)
A trilha sonora da telenovela Lado a Lado foi lançada em 29 de novembro de 2011, pela Som Livre. O álbum surpreendeu pelo contraste entre suas músicas atuais e a trama de época da novela. Além disso, a trilha sonora da novela inovou ao misturar gêneros tradicionais, como o samba e a MPB, com modernos, como a música eletrônica e o rap. O álbum conta artistas consagrados como Marcelo D2, Beth Carvalho e Los Hermanos, entre outros; e conta ainda com cantores iniciantes, como Daniel Peixoto, que canta "Olhos castanhos", além de pérolas da musica popular brasileira, como o samba "Isto é bom", na voz de Mariene de Castro, e o samba-enredo
da escola de samba Imperatriz Leopoldinense, vencedora do carnaval de 1989, "Liberdade! Liberdade! Abra as Asas sobre Nós", interpretado por Dominguinhos do Estácio.

## Capa
A capa da trilha sonora da telenovela Lado a Lado mostra os atores Thiago Fragoso, Marjorie Estiano, Camila Pitanga e Lázaro Ramos, caracterizados como seus respectivos personagens, Edgar, Laura, Isabel, e Zé Maria.

## Lista de faixas
| N.º            | Título                                                                                 | Artista                                    | Duração  |  |
| 1.             | "A Flor E O Espinho"                                                                   | Sururu Na Roda                             | 3:23     |  |
| 2.             | "Grande Amor"                                                                          | Martinho da Vila                           | 4:16     |  |
| 3.             | "De Onde Vem A Calma"                                                                  | Los Hermanos                               | 4:10     |  |
| 4.             | "Namora Comigo"                                                                        | Mart'nália com part. de Djavan             | 3:45     |  |
| 5.             | "Quarto de Dormir"                                                                     | Marcelo Jeneci                             | 4:48     |  |
| 6.             | "Sei"                                                                                  | Nando Reis                                 | 3:19     |  |
| 7.             | "Inferno"                                                                              | Nação Zumbi                                | 4:40     |  |
| 8.             | "Samba De Primeira"                                                                    | Marcelo D2                                 | 2:54     |  |
| 9.             | "A Voz Do Morro"                                                                       | Diogo Nogueira                             | 3:20     |  |
| 10.            | "Liberdade! Liberdade! Abra as Asas sobre Nós"                                         | Dominguinhos do Estácio                    | 3:12     |  |
| 11.            | "O Mundo É Um Moinho"                                                                  | Beth Carvalho                              | 2:58     |  |
| 12.            | "Me Deixa Em Paz"                                                                      | Milton Nascimento e Alaíde Costa           | 3:02     |  |
| 13.            | "Pot-Pourri: O Orvalho Vem Caindo" / "Fita Amarela" / "Até Amanhã" / "Palpite Infeliz" | Gal Costa                                  | 4:27     |  |
| 14.            | "Isto É Bom"                                                                           | Mariene de Castro                          | 4:48     |  |
| 15.            | "Olhos Castanhos"                                                                      | Daniel Peixoto com part. de George Michael | 4:00     |  |
| 16.            | "Para Uso Exclusivo da Casa"                                                           | Dhi Ribeiro                                | 4:21     |  |
| Duração total: | Duração total:                                                                         | Duração total:                             | 01:01:31 |  |

## Instrumental
Um segundo álbum da telenovela Lado a Lado, contendo a trilha instrumental da novela, intitulado  "Lado a Lado - Música Original De Roger Henri", foi lançado em 23 de abril de 2013, pela gravdora Som Livre. A capa do álbum mostra o logotipo da telenovela.
O álbum conta com 32 canções, tendo todas elas sido compostas por Roger Henri.

### Lista de faixas
Todas as faixas escritas e compostas por Roger Henri. 
| Lista de faixas |                                                             |          |  |
| N.º             | Título                                                      | Duração  |  |
| 1.              | "Mudanças Do Tempo (Sinfonia Nº 3)"                         | 2:50     |  |
| 2.              | "Nova Emboscada"                                            | 1:23     |  |
| 3.              | "Sombras"                                                   | 2:30     |  |
| 4.              | "Calçada Escura"                                            | 2:41     |  |
| 5.              | "Disfarçando"                                               | 1:40     |  |
| 6.              | "Delicada Sedução"                                          | 1:42     |  |
| 7.              | "Acontecendo"                                               | 1:19     |  |
| 8.              | "A Grande Paixão (Stürmisch Bewegt, Mit Grösster Vehemenz)" | 2:25     |  |
| 9.              | "Na Serra"                                                  | 2:10     |  |
| 10.             | "Ataque No Escuro"                                          | 2:54     |  |
| 11.             | "Ginga do Amor"                                             | 1:22     |  |
| 12.             | "A Retirada"                                                | 3:15     |  |
| 13.             | "As Árvores do Lago"                                        | 1:43     |  |
| 14.             | "Janela do Alto"                                            | 1:45     |  |
| 15.             | "Lado A Lado (Larghetto Da Sinfonia Do Novo Mundo)"         | 2:43     |  |
| 16.             | "Caminho do Mar"                                            | 1:38     |  |
| 17.             | "Fados e Fotos"                                             | 3:24     |  |
| 18.             | "Capricho da Dançarina"                                     | 1:00     |  |
| 19.             | "Começo De Tudo (Largo Da Sinfonia Do Novo Mundo)"          | 4:02     |  |
| 20.             | "Outra Paisagem"                                            | 2:03     |  |
| 21.             | "A Vista do Lago"                                           | 2:11     |  |
| 22.             | "Audaciosa"                                                 | 1:41     |  |
| 23.             | "Vontade"                                                   | 4:16     |  |
| 24.             | "Cercando"                                                  | 2:51     |  |
| 25.             | "Minha Saudade"                                             | 2:56     |  |
| 26.             | "Batuque Sensual"                                           | 1:36     |  |
| 27.             | "Escondidinho"                                              | 2:10     |  |
| 28.             | "Na Rua"                                                    | 3:17     |  |
| 29.             | "O Futuro Livre"                                            | 1:30     |  |
| 30.             | "O Inesperado"                                              | 3:52     |  |
| 31.             | "Na Calada"                                                 | 2:23     |  |
| 32.             | "Leveza do Rio"                                             | 1:34     |  |
| Duração total:  | Duração total:                                              | 01:15:06 |  |